# Dia de Portugal em Newark
O Festival do Dia de Portugal em Newark, New Jersey é um festival enorme na rua, a celebrar o povo, língua, e cultura Portuguesa. Este festival começou em 1979 e tem ido forte des de sempre. As festividades são coordenadas pela Fundação Bernardino Coutinho e são muito populares entre, não só Luso-Americanos mas também por pessoas de outras afiliações étnicas. O festival em si ocorre no Sábado e Domingo, geralmente, o mais perto de dia 10 de Junho, oficialmente o Dia de Portugal.

## Organização
Este festival cultural demora meses a preparar, principalmente pela Fundação Bernardino Coutinho. Planos incluem convidar pessoas para serem Grand Marshall, Grand Marshall Honorário, ou ser um das pessoas premiadas. Também se faz a Gala de Noite de Amizade.

## Transmissão na Televisão
As festividades são frequentemente transmitidas, em direto or gravado, para estações de televisão localmente e em Portugal.

## Parada
No Domingo desse fim-de-semana, há uma parada com várias organizações representadas de todo o estado. Todos os anos há um Grand Marshall Honorário, um Grand Marshall, e também várias pessoas premiadas.
| Ano  | Grand Marshall Honorário | Grand Marshall              | Prémio Prestígio | Homem do Ano                | Mulher do Ano            | Artista do Ano               | Desportista do Ano       | Medalha de Honra                                   | Fadista do Ano |
| ---- | ------------------------ | --------------------------- | ---------------- | --------------------------- | ------------------------ | ---------------------------- | ------------------------ | -------------------------------------------------- | -------------- |
| 2009 | Jon S. Corzine           | José Luís Pereira Carneiro  | Louis LaSalle    | José Paulino Conde Teixeira | Olga Gonçalves Rodrigues | Mena Leandro                 | José Rebimbas            | Manuel Grova João Machado Luciana Abreu            | Emília Silva   |
| 2008 | António Matinho          | Fátima Campos Ferreira      | -                | Mário Santos                | Ana Gonçalves            | Maria Conceição Simões Silva | Carlos Rasoilo           | Jorge Lacão                                        | -              |
| 2007 | Cory A. Booker           | João de Vallera             | -                | José Casimiro               | Maria Manuela Cardielos  | Manuel Joaquim da Silva      | Tony Nogueira            | Luís Filipe Menezes Joseph Vas Jack Martins        | -              |
| 2006 | Dr. Zachary Yamba        | Pedro J. Belo               | -                | Tony Gomes                  | Linda Maria Rodrigues    | Cora D' Abreu                | José Manuel Gonçalves    | Luís Pires Fransisco Carlos Azevedo                | -              |
| 2005 | Joseph N. Divincenzo Jr. | Francisco Knopfli           | -                | Joaquim (Jack)Casmiro       | Manuela da Luz Chaplin   | Fernando Araújo              | Carlos Martins           | José Rendeiro João Alberto Gouveia                 | -              |
| 2004 | Dina Matos               | Dr. Pedro Catarino          | -                | José Rebimbas               | Domitília M. dos Santos  | Jorge Quaresma               | João M. Soares           | Jack Maia                                          | -              |
| 2003 | Eduardo Cruz             | Dr. José de Almeida Cesário | -                | Manuel Nata                 | Céu Cirne-Neves          | Zeca Santos                  | Jorge Oliveira           | Tony Nobre                                         | -              |
| 2002 | Jim McGreevey            | Dr. Manuela Aguiar          | -                | José Martins                | Beatriz Santos           | Fátima Molina                | Francisco L. Barra Abreu | Dina Matos Inês Simões                             | -              |
| 2001 | Augusto Amador           | Dr. Ferro Rodrigues         | -                | Vitor Alves                 | Isabel Costa             | -                            | José Manso               | Alberto G. Santos Padre Peter Uhde                 | -              |
| 2000 | James Treffinger         | Dr. Fernando Nobre          | -                | Jorge Ventura               | Maria João Ávila         | -                            | Manuel Parente           | Assistência Médica Internacional                   | -              |
| 1999 | Bob Menendez             | Dr. José Gama               | -                | António Novo                | Odete Cardoso            | -                            | Francisco Marcos         | Dr. Aníbal Cavaco Silva Dr. Durão Barroso          | -              |
| 1998 | António Seabra           | Amália Rodrigues            | -                | José Luís Pereira Almeida   | Glória de Melo           | -                            | Carlos Pais              | Padre José Manuel R. Fernandes Dr. Maria José Rita | -              |
| 1997 | Henry Martinez           | José Ramos Horta            | -                | Alfredo Rendeiro            | Emestina Cascaes         | -                            | Eddie Moraes             | Dr. Ramos Horta Dr. José Gama                      | -              |
| 1996 | Kenneth A. Gibson        | Avelino Ferreira Torres     | -                | Domingos Cravo              | Maria Amélia Costa       | -                            | Carlos Rocha             | José Martins                                       | -              |
| 1995 | Christine Todd Whitman   | Luís Sousa Macedo           | -                | Agostinho Barbosa           | Maria Fernanda A. Morais | -                            | -                        | Avelino Ferreira Torres                            | -              |
| 1994 | -                        | João Antão                  | -                | -                           | -                        | -                            | -                        | -                                                  | -              |
| 1993 | -                        | Jim Flório                  | -                | -                           | -                        | -                            | -                        | -                                                  | -              |
| 1992 | -                        | Armando Fontoura            | -                | -                           | -                        | -                            | -                        | -                                                  | -              |
| 1991 | -                        | Rui V. Lourenço             | -                | -                           | -                        | -                            | -                        | -                                                  | -              |
| 1990 | -                        | Jorge Cardielos             | -                | -                           | -                        | -                            | -                        | -                                                  | -              |
| 1989 | -                        | Sharpe James                | -                | -                           | -                        | -                            | -                        | -                                                  | -              |